# 三遊亭圓生 (2代目)
二代目 三遊亭 圓生（さんゆうてい えんしょう、文化3年（1806年、逆算） - 文久2年8月12日（1862年9月5日））は、落語家。本名、尾形 清治郎（清次郎とも）または盤蔵。
本所は竪川に出生。当初は袋物渡世を営んでいた。父は尾形源蔵。
最初は初代三升亭小勝の門下で三升屋しげ次といい声色師。
初代三遊亭圓生の門下で初代竹林亭虎生、三遊亭花生を経て初代立花屋圓蔵となった。
天保12年（1841年）ころ、二代目立川焉馬の後ろ盾で二代目三遊亭圓生襲名。
「よつもくの圓生」と呼ばれた。その理由には諸説あるが、一説によると、始め四谷に住み頭部の形が木魚に似ているところから「四谷（よつや）の木魚（もくぎょ）頭」でこう呼ばれたという。後に湯島の大根畑に移った。
『圓朝全集』の中では、『雨夜の引窓』『畳水練』が圓生作で、他にも『累双紙』も圓生の作だという。落咄の作は二代目立川焉馬編『昔噺 当世推故伝』（1848年）などでも知られる。怪談咄も得意とし『雪駄直し長五郎』『佐倉宗五郎』なども演じた。芸に対して熱心だったことが三遊亭圓朝の『名人くらべ』に伝えられている。
晩年は病がちになり不如意な生活を送ったが、その際、圓朝は怨みを忘れて手当てを贈った。没後も遺言に従い、三遊派が勢いを盛り返した慶応元年（1865年）3月21日（初代圓生の命日）に本葬を行なった。三遊亭圓志は養子。盲目の娘は、終生圓朝が世話をしたという。
なお圓生の名跡は圓朝の弟子の初代三遊亭圓楽が襲名した。

## 弟子
- 初代橘屋圓太郎
- 初代三遊亭圓朝
- 二代目立花屋圓蔵
- 橘家圓次郎
- 二代目桃月庵白酒
- 三遊亭圓太
- 三代目竹林亭虎生
- 初代三遊亭圓馬